# Alssundbroen (dokumentarfilm)
|  | Denne artikel er oprettet af botten Steenthbot ud fra en ekstern database. Den kan derfor have sproglige fejl eller mangler. Denne skabelon kan fjernes efter kontrol af indholdet. |

Alssundbroen er en dansk dokumentarfilm fra 1981.

## Handling
Om bygningen af Alssundbroen fra den spæde start i juni 1978 til indvielsen i 1981. Filmen er bestilt af hovedentreprenøren C.G. Jensen. Den indledes med historiske optagelser fra opførelsen af den første bro over Alssund fra 1930.